# Velké Chvojno
Velké Chvojno (en allemand : Böhmisch Kahn) est une commune du district et de la région d'Ústí nad Labem, en Tchéquie. Sa population s'élevait à 885 habitants en 2021.

## Géographie
Velké Chvojno se trouve à 8 km au nord du centre d'Ústí nad Labem et à 79 km au nord-ouest de Prague.
La commune est limitée par Libouchec au nord-ouest, au nord et au nord-est, par Chuderov au sud-est et au sud, et par Ústí nad Labem à l'ouest.

## Administration
La commune est divisée en plusieurs quartiers :
- Arnultovice
- Luční Chvojno
- Malé Chvojno
- Mnichov
- Velké Chvojno
- Žďár

## Histoire
Jusqu'en 1948, le village s'appelait en tchèque České Chvojno. De 1940 à 1945, dans le cadre du protectorat de Bohême et de Moravie, il portait le nom allemand de Kahn über Bodenbach et était rattaché à l'arrondissement d'Aussig (Landkreis Aussig) du Gau des Sudètes (Reichsgau Sudetenland). Velké Chvojno est devenu une commune indépendante en 1998 en se séparant de Libouchec.

## Transports
Par la route, Velké Březno se trouve à 9 km d'Ústí nad Labem et à 99 km de Prague.